# Camí d'Aigüesverds
El Camí d'Aigüesverds és un camí del terme de Reus a la comarca catalana del Baix Camp.
Transcorre en la seva major part per la Partida d'Aigüesverds. Comença al Camí de la Font del Carbonell, davant del Mas de l'Oliva i recorre més de dos quilòmetres en direcció sud-est, a la vora dreta del Barranc de l'Escorial que per allí ja se'n comença a dir Barranc de Mascalbó. Travessa la urbanització "Les Palmeres", segueix una direcció sud-est passant vora el Mas Vermell, i va fins al Camí del Mas del Blasi, a poca distància de Mas Calbó, on creua el camí de Riudoms a Vilaseca. Va pel fil d'un serret que separa les terres d'Aigüesverds de les de Porpres, però més avall s'enfondeix i baixa. Travessa terres més aviat pobres, amb garrofers i olivers. Vora Mas Calbó, en aquest camí, s'hi han fet troballes prehistòriques. El primer document conegut que el referencia és del 1676. És un camí protegit, classificat com a de tercer ordre, segons la denominació de l'Ajuntament de Reus, categoria que indica una funció d'accés a propietats agrícoles particulars i a equipaments singulars o empreses.